# دین اتروسک

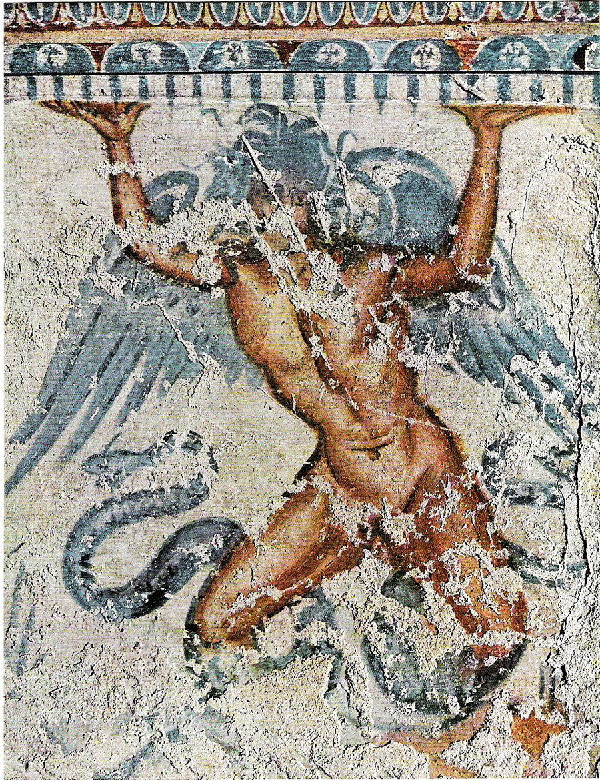
نقاشی دیواری اتروسک تایفون، از تارکوینیا

دین اتروسک مجموعه‌ای از داستان‌ها، باورها و اعمال دینی تمدن اتروسک است که به شدت تحت تأثیر اساطیر یونان باستان قرار دارد، و شباهت‌هایی نیز با اسطوره‌های رومی و مذهب در روم باستان دارد.